# Евриал (сын Мекистея)
Евриал (др.-греч. Εὐρύαλος «широкий, большой») — персонаж древнегреческой мифологии. Сын Мекистея, вождь аргосцев (либо Палланта и Диомеды). Аргонавт. Участник похода Эпигонов. Павсаний не включает его в число семи. Статуя в Дельфах среди эпигонов.
Согласно Павсанию, был опекуном царя Аргоса Кианиппа наряду с Диомедом. Участник Троянской войны. Привел под Трою 15 кораблей. Убил в «Илиаде» 4 троянцев. Участвовал в играх в честь Ахилла. Сидел в троянском коне. Изображен раненым на картине Полигнота в Дельфах среди участников взятия Трои.
Действующее лицо киклической поэмы «Эпигоны».